# Ràdio Veritat
Ràdio Veritat va ser una emissora de ràdio propagandística que emetia des de Roma en llengua catalana a favor del bàndol colpista durant la Guerra Civil espanyola.

## Història
El 1936, després de l'inici de la Guerra Civil, Francesc Cambó, un dels homes més rics d'Espanya de l'època i principal membre del partit polític conservador Lliga Regionalista, es va posar del costat dels feixistes i va emprar la seva influència com a propagandista a l'estranger, escrivint articles a The Daily Telegraph i La Nación i difonent un manifest amb el suport de nombroses personalitats catalanes:
| « | Els que subscrivim aquesta declaració som homes de diferents ideologies i procedències. Som catalans, i amb aquesta sola característica comuna, unim les nostres firmes per a protestar contra l'actuació i el llenguatge dels homes que avui tenen el govern de la Generalitat i que pretenen identificar els sentiments i la voluntat de Catalunya amb la tirania dels anarquistes i marxistes que han assassinat i assassinen amb refinament de la més bàrbara crueltat; que han destruït tresors d'art que ens havien llegat les generacions passades com a patrimoni espiritual de la nostra terra; que arruïnen la nostra economia amb grolleres experiències a tot arreu desacreditades, i deshonren el nostre poble amb bogeries i crims sense precedents a la història. | » |

També va emprar la seva fortuna en suport del bàndol franquista, creant l'Oficina de Propaganda i Premsa a París, publicant llibres, com La persecució religiosa a Espanya de Joan Estelrich, o fundant el diari francoespanyol Occident.
Entre les iniciatives propagandistes de Cambó destaca la creació de Ràdio Veritat a Roma, tot i que la mateixa ràdio afirmava transmetre des de Salamanca. Les primeres transmissions es van radiar des de Milà i Florència el 18 de febrer de 1937, i a partir del març de 1937 es gravaven a les instal·lacions de Radio Roma, amb la col·laboració de la infraestructura propagandística de Benito Mussolini.
Les emissions es feien majoritàriament en català i els seus treballadors eren generalment catalans. Cambó, a més d'emprar els seus col·laboradors habituals, com Josep Pla, Joan Baptista Solervicens, Joaquim Pellicena i Raimon d'Abadal, a la ràdio també va comptar amb la col·laboració d'Eduard Segarra, Manuel Ribé, l'advocat Delfí Escolà i Joan Costa i Deu, redactor en cap de La Veu de Catalunya. Les notícies eren llegides per Delfí Escolà a partir de la mitjanit, i es basaven tant en el que apareixia als mitjans de comunicació italians, com en telegrames arribats des de les legacions i oficines italianes a l'estranger, així com de l'oficina de propaganda italiana de Salamanca.
Al febrer de 1937 l'oficina de propaganda italiana a Salamanca afirmava que l'«èxit de l'estació és notabilíssima. Les autoritats nacionals han fet saber a aquesta oficina la seva complaença per la utilíssima acció de Ràdio Veritat». Cap a l'abril del 1937 l'objectiu de la ràdio era arribar a la meitat dels que s'oposaven als colpistes a Catalunya, contrarestant les tesis republicanes que consideraven els revoltats com a «anticatalans». La ràdio va continuar emetent fins al final de la guerra el 1939. A partir d'aquell moment va evolucionar i va passar a convertir-se en una emissora italoespanyola.